# Spencer Compton
Spencer Compton, 1.er conde de Wilmington (18 de marzo de 1673-2 de julio de 1743), hombre de estado inglés del partido Whig que se desempeñó en forma ininterrumpida en el gobierno británico desde 1715 hasta su muerte.
Jefe nominal del gobierno desde 1742 hasta su muerte en 1743, aunque fue un mero substituto del lord Carteret, quien era el líder real del gobierno y secretario de Estado para el departamento del Norte. Es considerado el segundo primer ministro de Gran Bretaña después de sir Robert Walpole.